# Tusi Pisi
Pour les articles homonymes, voir Pisi.

a Compétitions nationales et continentales officielles uniquement.

b Matchs officiels uniquement.
Dernière mise à jour le 19 juin 2025.
Tusiata Pisi dit Tusi Pisi, né le 18 juin 1982 à Apia (Samoa), est un joueur et entraîneur de rugby à XV international samoan. Il joue aux postes de demi d'ouverture, centre ou de arrière.

## Biographie
Tusi Pisi est né à Apia aux Samoa, mais s'installe avec sa famille en Nouvelle-Zélande lors de son enfance. Il est ensuite éduqué à la Massey High School (en) d'Auckland.
Il est le frère aîné de George et Ken Pisi, également internationaux samoans de rugby à XV.

## Carrière

### En club
Après avoir terminé le lycée, Tusi Pisi joue au rugby avec le Massey Rugby Club (en) dans le championnat amateur de la province de North Harbour. En 2002, il est élu meilleur joueur du championnat.
En 2002, il retenu dans l'effectif de North Harbour pour disputer le NPC. Il s'impose peu à un peu comme un joueur important de cette équipe, avec qui il joue jusqu'en 2007,.
En 2007, il est recruté par la franchise des Crusaders en Super 14. Il ne joue qu'une seule rencontre avec cette équipe, à cause de la concurrence de Dan Carter et Stephen Brett.
Cherchant à lancer sa carrière, il rejoint le RC Toulon en 2007, alors que le club évolue en Pro D2,. Il est champion de France dès sa première saison, et joue la saison 2008-2009 en Top 14.
Après deux saisons pleines avec Toulon, il rejoint les Suntory Sungoliath en championnat japonais en 2009,. Avec ce club, il remporte le championnat en 2012 et 2013.
En 2012, tout en restant sous contrat avec les Sungoliath, il fait son retour en Nouvelle-Zélande avec la franchise des Hurricanes en Super Rugby,. Son recrutement fait suite à la volonté de l'entraîneur Mark Hammett de trouver un joueur expérimenté pour encadrer le jeune Beauden Barrett,. Il joue deux saisons avec cette franchise.
Suivant plusieurs saisons à jouer uniquement en Top League avec les Sungoliath, il fait son retour en Super Rugby avec la nouvelle franchise japonaise des Sunwolves en 2016. Il devient immédiatement le demi d'ouverture titulaire de la franchise, participant notamment à la première victoire de l'histoire de son équipe face aux Jaguares,.
En 2016, suivant sa saison avec les Sunwolves, il quitte le Japon pour rejoindre le club anglais de Bristol en Premiership. Sa première saison au club est compliquée, puisqu'il assiste à la relégation de son club en Championship, puis participe à sa remontée immédiate l'année suivante. Après avoir prolongé son contrat pour une saison supplémentaire, il joue une dernière saison avec Bristol en Premiership en 2018-2019. En juin 2019, il n'est pas conservé, et quitte le club.
Il retourne ensuite jouer au Japon avec les Toyota Industries Shuttles en Top League. Il joue deux saisons, avant de mettre un terme sa carrière de joueur en 2021 à l'âge de 39 ans, afin de devenir entraîneur adjoint au sein du même club.

### En sélection nationale
Tusi Pisi joue avec les équipes jeunes néo-zélandaises, et représente celle des moins des 21 ans en 2003.
En 2006, il participe à la tournée des Pacific Islanders en Europe.
Il décide ensuite de représenter son pays de naissance, et honore sa première cape avec les Samoa le 2 juillet 2011 contre le Japon. 
Le 24 août 2011, il est retenu par Fuimaono Tafua dans la liste des trente joueurs samoans qui disputent la Coupe du monde 2011.
Il est sélectionné dans le groupe samoan choisi par Stephen Betham pour participer à la Coupe du monde 2015 en Angleterre.
En 2019, il est retenu par le sélectionneur Steve Jackson dans le groupe samoan pour disputer son troisième mondial à l'occasion de la Coupe du monde au Japon,.

### Entraîneur
Tusi Pisi commence sa carrière d'entraîneur avec le club des Toyota Industries Shuttles, où il s'occupe des arrières entre 2021 et 2023.
En 2023, il rejoint le staff de la sélection samoane, prenant en charge les arrières et la technique individuelle.
Il est promu sélectionneur des Manu Samoa en avril 2025, à la suite de la démission de Mahonri Schwalger.

## Palmarès
- Vainqueur de la Top League en 2012 et 2013
- Vainqueur du championnat de France de Pro D2 en 2008
- Vainqueur du RFU Championship en 2018

## Statistiques en équipe nationale
Tusi Pisi obtient 42 sélections avec les Samoa, inscrivant 245 points, 2 essais, 29 transformations, 57 pénalités, 2 drops. 
Il dispute également trois matchs avec les Pacific Islanders en 2006, inscrivant 14 points, un essai, trois transformations, une pénalité.